# Boris Michajlovič Šapošnikov
Boris Michajlovič Šapošnikov (in russo Борис Михайлович Шапошников?; Zlatoust, 2 ottobre 1882 – Mosca, 26 marzo 1945) è stato un generale e politico sovietico.
Venne anche nominato maresciallo dell'Unione Sovietica.

## Studi e carriera
Entrò nell'esercito russo nel 1901 e si diplomò all'accademia militare nel 1910. Raggiunse il grado di colonnello durante la prima guerra mondiale. Nel 1918, cosa piuttosto rara fra ufficiali del suo grado appoggiò la rivoluzione russa e nel 1918 entrò nell'Armata rossa.
Era uno dei pochi comandanti dell'Armata rossa ad aver ricevuto un vero addestramento militare; nel 1921 entrò a far parte dello stato maggiore dell'esercito, dove servì fino al 1925, quando venne eletto comandante del distretto militare di Leningrado. Dal 1928 al 1932 fu comandante del distretto militare di Mosca e poi di quello di Privolzhsk. Nel 1932 divenne comandante dell'accademia militare Frunze, e nel 1935 tornò al distretto militare di Leningrado.
Nel 1937 fu eletto capo di stato maggiore dell'esercito, andando a sostituire Michail Nikolaevič Tuchačevskij, una delle vittime delle purghe staliniane. Nel 1940 venne eletto maresciallo dell'Unione Sovietica.
Nonostante il suo passato da ufficiale zarista, Šapošnikov godeva della fiducia di Stalin. Paradossalmente proprio il suo essere militare di carriera – non si iscrisse al partito comunista fino al 1930 – contribuirono a fugare i sospetti di Stalin. Il prezzo che dovette pagare tuttavia fu quello di collaborare al processo sommario ed all'eliminazione di Tuchačevskij e di altri alti ufficiali suoi colleghi. La stima che Stalin nutriva nelle sue capacità militari era dimostrata dal fatto che portava sempre sul tavolo una copia del suo lavoro più importante, Mozg Armii (Мозг армии, Il cervello dell'esercito) (1925).
Per fortuna dell'Unione Sovietica Šapošnikov aveva non solo notevoli capacità militari ma anche capacità amministrative; utilizzò entrambe le doti per ricostruire i ranghi dell'armata rossa al termine delle purghe staliniane. Mozg Armii è stato per anni una lettura obbligata per ogni ufficiale sovietico. Nel 1939 Stalin accettò il piano di Šapošnikov per una rapida ricostruzione del potenziale dell'armata rossa; per quanto non terminato all'inizio dell'operazione Barbarossa, fu probabilmente decisivo nell'evitare una completa disfatta sovietica.
Šapošnikov si dimise dall'incarico di capo di stato maggiore nel 1940, ufficialmente per motivi di salute anche se probabilmente la vera ragione era il disappunto di Stalin per la condotta di guerra dell'armata rossa durante la guerra d'inverno. Allo scoppio della guerra con la Germania venne richiamato a ricoprire nuovamente l'incarico di capo di stato maggiore, mantenendo il comando fino al maggio 1942, diventando anche commissario del popolo per la difesa. Abbandonò quest'incarico per motivi di salute. Fu anche direttore dell'accademia militare Vorošilov fino alla data della sua morte.